# دنگ شیائوپینگ
دنگ شیائوپینگ (به چینی: 邓小平، DENG XIAOPING) (زاده ۲۲ اوت ۱۹۰۴ – درگذشته ۱۹ فوریه ۱۹۹۷) سیاست‌مدار و رهبر نخبگان نسل دوم جمهوری خلق چین که از ۱۹۷۸ تا ۱۹۸۹ رهبر عالی‌مقام چین بود. وی در دههٔ ۱۹۲۰ به حزب کمونیست چین پیوست. او در طول فعالیت خود در حزب کمونیست چین سه بار مورد تصفیه قرار گرفت (اما هیچ‌گاه از حزب اخراج نشد) که مهم‌ترین آن در دوران انقلاب فرهنگی چین بود چون مائو معتقد بود دو نوع سرمایه‌داری وجود دارد که باید علیه آن مبارزه کرد: اول امپریالیسم به مرکزیت آمریکا و دوم سرمایه‌داری درون حزب کمونیسم؛ که از قضا صادق درآمد و حزب کمونیسم چین با یک حرکت به سمت سرمایه‌داری و سرکوب شدید مردم و فساد گسترده سران حزب و خانواده‌هایشان بر پیش‌بینی مائو صحه گذاشت. شیائوپینگ در دوران جئو ئن لای (چوئن لای) به عنوان معاون نخست‌وزیر برگزیده شد گرچه دوباره در سال ۱۹۷۶ برکنار شد.
بعد از درگذشت مائو تسه‌تونگ رهبر انقلاب کمونیستی چین و از اواخر دههٔ ۱۹۷۰ تا اوایل دههٔ ۱۹۹۰ قدرت دنگ به تدریج افزایش یافت. با آغاز رهبری دنگ شیائوپینگ بر حزب کمونیست چین، سیاست‌های درهای باز و حرکت به سمت کاپیتالیسم (با عنوان رسمی سوسیالیسم خاص چین) آغاز گشت. در سال ۱۹۷۸ دنگ شیائوپینگ با سیاست اصلاحات کشاورزی، صنعت، قوای دفاعی، علم و صنعت باعث تحول عظیمی در چین شد و مسیر این کشور را به کلی تغییر داد. اما او در سال ۱۹۸۹ در طول حرکت به سمت سرمایه‌داری بازار آزاد، اعتراضات دانشجویان دموکراسی‌خواه چین را در میدان تیان آن من به خاک و خون کشید و دست به یک سرکوب گسترده زد.
اصلاحات دنگ و متحدانش به‌تدریج چین را از اقتصاد دستوری و ایدئولوژی‌های مائوئیست خارج کرد، فرصت‌هایی را برای سرمایه‌گذاری‌ها و فناوری‌های خارجی ایجاد و نیروی کار عظیم چین را به بازار جهانی شناساند. از این رو، یک میلیارد نفر از فقر نجات یافتند و چین یکی از سریع‌ترین رشدهای اقتصادی جهان را داشت. دنگ و جانشینان منتخب او جیانگ زمین و هو جینتائو در دگرگونی چین به دومین اقتصاد بزرگ جهان از نظر تولید ناخالص داخلی اسمی در سال ۲۰۱۰ نقش داشتند.

## شخصیت فردی

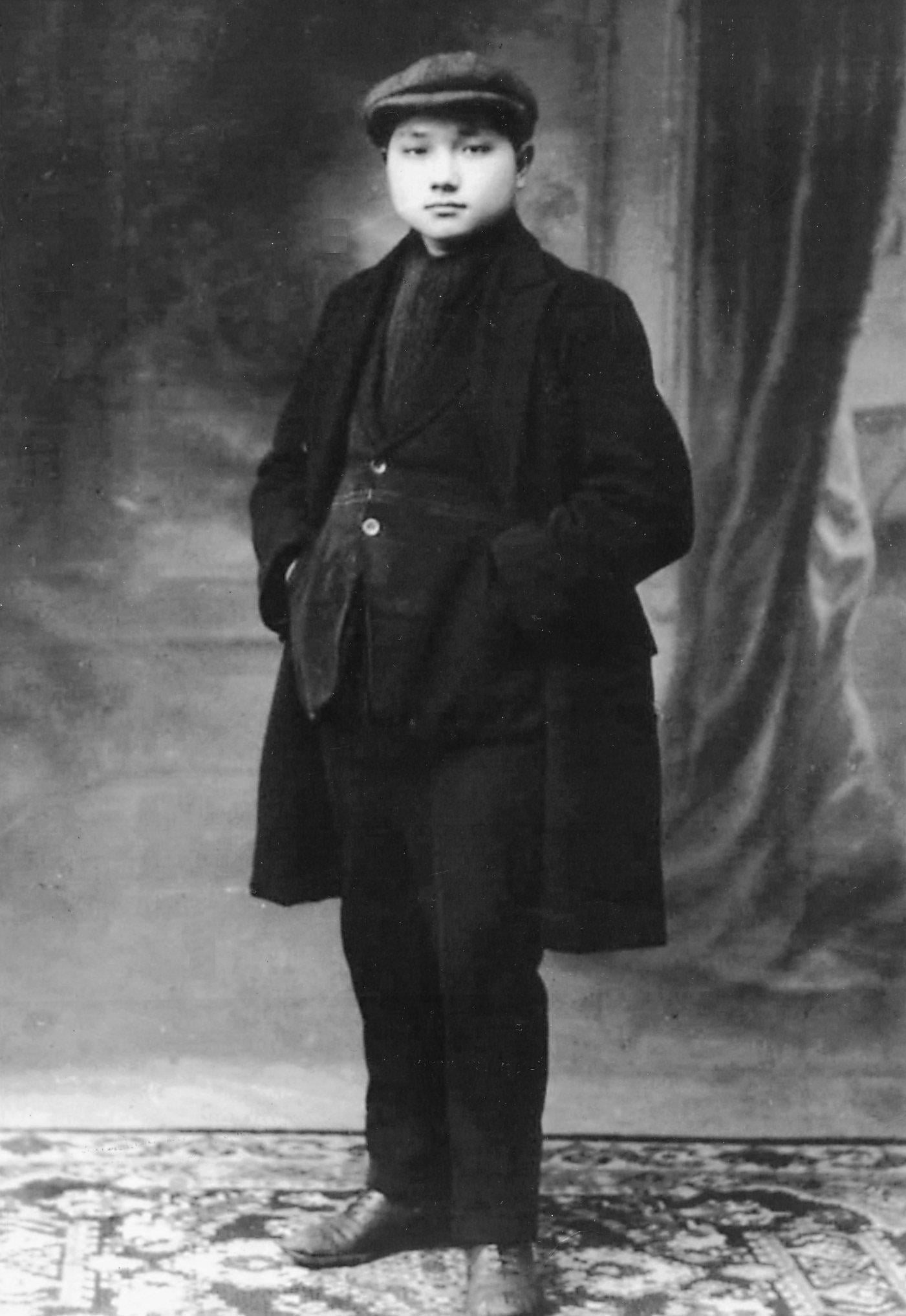
دنگ شیائوپینگ دوران تحصیل در لیون، فرانسه

اگرچه دنگ از لحاظ قد و قامت ریز نقش بود، ولی یکی از برجسته‌ترین رهبران به‌شمار می‌رفت. وقتی در اتاقی حضور داشت به سان فرماندهی بود که به صورتی غیرارادی تمام توجهات را به خود جلب می‌کند. اکثر افرادی که وی را دیده بودند در داشتن این اعتقاد مشترک بودند که دنگ به سان نیرویی کهربایی افراد حاضر در اتاق را مجذوب خود می‌کند. دنگ به صورت غریزی خصلت میهن‌پرستی داشت و به حزب کمونیست متعهد بود. از چهارده سالگی درست زمانی که امواج ناسیونالیسم کشور چین را درنوردیده بود وی به عنوان یک شرکت کننده نوجوان دبیرستانی در تظاهرات خیابانی شرکت کرده بود. پنج سال بعد در فرانسه ناامید از کار طاقت فرسا در کارخانه و محیط کثیف آن که برای چینی‌ها اختصاص یافته بود از وعده و قول خود صرف نظر می‌کند و مجبور می‌شود فرصت مطالعه را به کناری نهد و بدین ترتیب به شاخه فرانسوی حزب کمونیست چین می‌پیوندد.
دنگ با شرکت در فعالیت‌های زیرزمینی در پاریس و شانگهای در دهه ۱۹۲۰ فهمیده بود که کاملاً باید بر حافظه خود اتکا کند. اون هیچ نوشته‌ای از خود بر جای نگذاشت. طی انقلاب فرهنگی، منتقدان تلاش کردند تا سابقه ای از خطاهای مرتکب شده توسط او جمع آوری کنند، اما هیچ اثر مکتوبی نیافتند.

### بخش اول: پیش ازانقلاب کمونیستی چین
بهار ۱۹۱۹ (۱۴ سالگی): ورود به دوره آموزش برای اعزام به خارج از کشور جهت تحصیل.
اکتبر ۱۹۲۰: ورود به فرانسه و شروع به تحصیل دوره متوسطه در مدرسه پسرانه بایو در منطقه نورماندی.
آوریل ۱۹۲۱: شروع به کار در شرکت فولاد اشنایدر اند سی در شهر لو کروزو فرانسه و استعفا در آخر همان ماه و سپس کار در یک کارخانه نساجی به مدت سه ماه و بعداً کار در کاخانه صنایع لاستیک HUTCHINSON از فوریه ۱۹۲۲ تا مارس ۱۹۲۳.
تابستان ۱۹۲۳: عضویت در کنگره جوانان کمونیست اروپا و شروع به کار در ژوئن آن سال در دفتر تشکیلات کمونیست اروپا در پاریس تحت نظر جئو ئن لای و سردبیری مجله پرتو سرخ (RED LIGHT).
ژانویه ۱۹۲۶: حضور در مسکو و ثبت نام در کالج سون جونگ شان (سون یات سن) مسکو تحت شاخه حزب کمونیست چین در روسیه.
بهار ۱۹۲۷: بازگشت به چین و اعزام به مدرسه نظامی شهر شیآن به عنوان دبیر بخش سیاسی. در این برهه و در زمان شکست ائتلاف دو حزب کمونیست و گئو مینگدانگ، وی نام خود را به «دِنگ شیائو پینگ» تغییر داده و در هفتم اوت به جلسه اضطراری حزب در ووهان رفته و سپس عازم شانگهای شد.
اوائل سال ۱۹۲۸ ازدواج با خانم ژانگ شی یوان (سال بعد هنگام زایمان فوت کرد).
از ۱۹۲۸ تا ۱۹۲۹ منصوب شدن به دبیر ارشد (منشی) حزب کمونیست.
مه ۱۹۳۳: عزل از تمامی سمت‌ها و «درج اخطار نهایی» در پرونده و اعزام به روستایی در توابع شهر «له آن» به عنوان مأمور گشت زنی؛ و سپس بازگشت به کار در اوت همان سال و منصوب شدن به عنوان دبیر گارد سرخ چین و سردبیر مجله ستاره سرخ.
سپتامبر ۱۹۳۹ ازدواج با خانم جئو لین.
۱۹۴۵ عضویت در کمیته مرکزی حزب کمونیست چین.

### بخش دوم: بعد از پیروزیانقلاب کمونیستی چین
۳۰ سپتامبر ۱۹۴۹: انتخاب به عنوان عضو کمیته دولت خلق چین
ژوئیه ۱۹۵۲: انتخاب به عنوان معاون نخست‌وزیر دولت خلق چین و معاون رئیس کمیته اقتصادی و سپس انتصاب به رئیس دفتر اموری حمل و نقل و همچنین وزیر اقتصاد با حفظ سمت.
آوریل ۱۹۵۴ (بعد از تشکیل هیئت دولت جمهوری خلق چین): انتصاب به عنوان وزیر سازمان دهی و در سپتامبر همان سال انتصاب به عنوان معاون نخست‌وزیر (در تشکیلات جدید) و معاون کمیته دفاع ملی و عضویت در کمیته نظامی.
سپتامبر ۱۹۵۶: انتصاب به عنوان عضو دائم دفتر سیاسی حزب کمونیست چین، دبیرکل دبیرخانه حزب و تبدیل شدن به یکی از مهمترین اعضای همکار مائو زدونگ و رهبران نسل اول چین.
۱۹۶۹ تا ۱۹۷۳: مورد غضب مائو واقع شدن و اقدام به خود انتقادی، سلب تمامی پست‌ها و عناوین و اعزام به کارخانه تعمیر تراکتور در استان جیانگشی برای کار اجباری.
از مارس تا اوت ۱۹۷۳: شروع بازگشت به سمت‌ها و پست‌های متعاقب نامه درخواست از مائو زدونگ در تاریخ ۳ اوت ۱۹۷۲
اول ژانویه ۱۹۷۵: انتصاب به عنوان معاون رهبر حزب مائو زدونگ، معاون نخست‌وزیر، معاون کمیته نظامی مرکزی و رئیس ستاد کل ارتش آزادی‌بخش چین
اکتبر ۱۹۷۶: عزل از تمامی پست‌ها و سمت‌ها برای بار سوم توسط مائو، پیرو اعتراضات در مراسم یابود نخست‌وزیر جئو ئن لای و اقدامات گروه چهار نفره

### بخش سوم: دوران رهبری چین
ژوئیه ۱۹۷۷ (۱۰ ماه بعد از مرگ مائو): بازیابی تمامی سمت‌ها و پست‌های رهبری دنگ شیائوپینگ به او (پیرو دستگیری همسر مائو و گروه چهار نفره).
دسامبر ۱۹۷۸: تشکیل پلنوم سوم یازدهمین کنگره سراسری حزب و بازگشت رسمی وی به قدرت و آغاز رهبری نسل دوم نخبگان چین به رهبری دنگ شیائو پینگ (بدون داشتن سمت رسمی رهبری حزب).
۲۸ ژانویه تا ۶ فوریه ۱۹۷۹: آغاز دور جدیدی از روابط خارجی با ایالات متحده آمریکا و بازدید معاون نخست‌وزیر چین کمونیست (دنگ شیائوپینگ) از این کشور.
سپتامبر ۱۹۸۰: استعفاء از مقام معاونت نخست‌وزیری.
سپتامبر ۱۹۸۲: انتخاب وی به عنوان عضو دائم کمیته سیاسی حزب و همچنین تثبیت ریاست وی بر کمیته نظامی و کمیته مشورتی در دوازدهمین اجلاس سراسری حزب کمونیست چین. دیدار با مارگارت تاچر نخست‌وزیر وقت بریتانیا و آغاز مذاکرات در خصوص بازگشت هنگ کنگ به چین.
آوریل ۱۹۸۹: آغاز اعتراضات و جنبش دانشجویی در میدان تیان آن من پکن همزمان با آمادگی برای اولین حضور میخائیل گورباچف رهبر شوروی در چین و آغاز روابط دو کشور.
ژوئن ۱۹۸۹: حادثه میدان تیان آن من و عزل ژائو زیانگ رهبر حزب و انتصاب جیانگ زِمین به عنوان رهبر جدید.
نوامبر ۱۹۸۹: استعفا از آخرین و مهمترین مقام خود یعنی ریاست کمیته نظامی مرکزی و قبول آن در مارس ۱۹۹۰.
ژانویه و فوریه ۱۹۹۲: سفر به مناطق جنوبی چین و شانگهای و ترسیم سیاست تسریع پیشرفت اقتصادی و «اقتصاد سوسیالیستی بازار محور» در چین و تصویب آن در اکتبر همان سال.
۱۹ فوریه ۱۹۹۷: درگذشت در پکن در سن ۹۲ سالگی.